# Michael Preisinger (Schriftsteller)

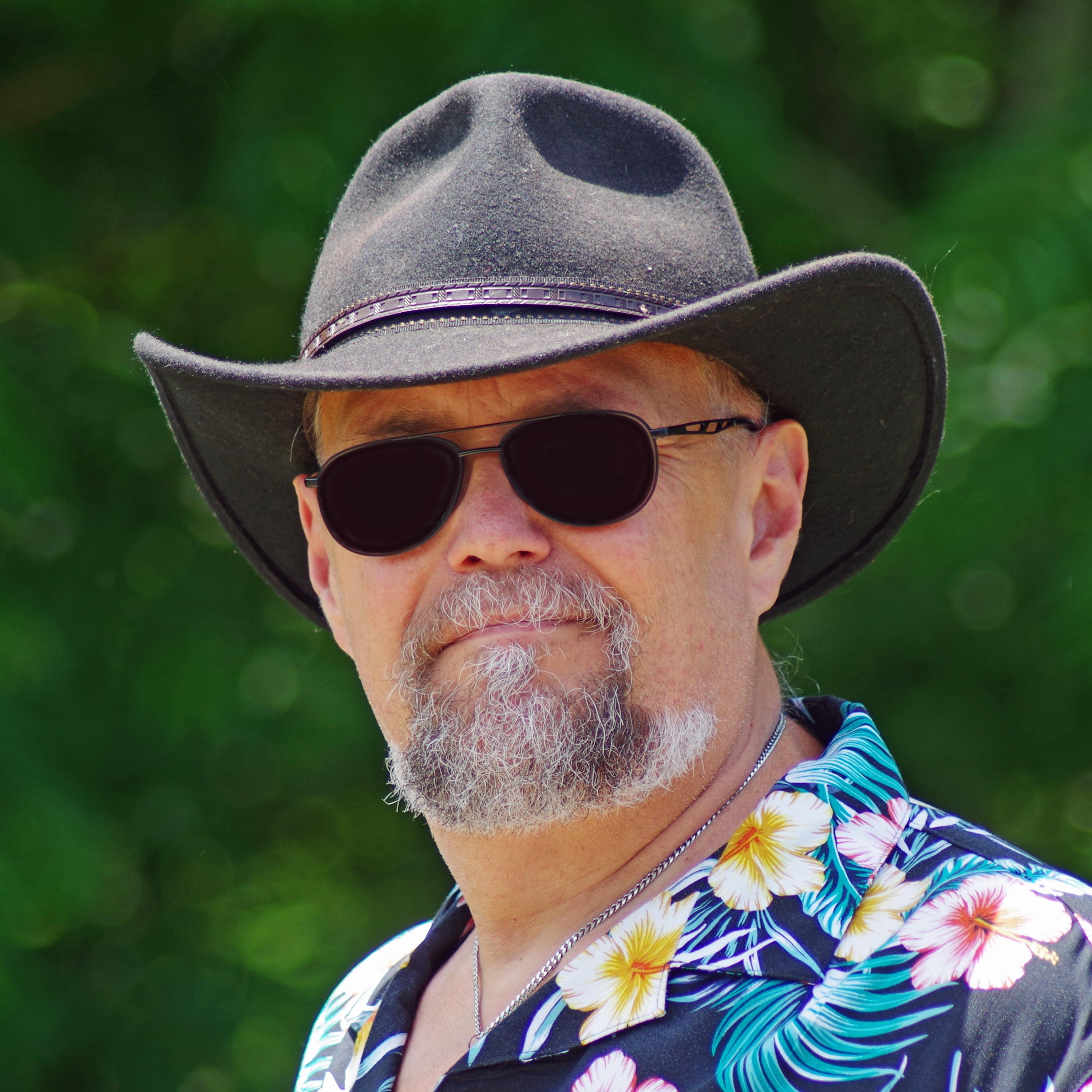
Michael Preisinger

Michael Preisinger (* 26. März 1962 in Rheinbach) ist ein deutscher Journalist, Schriftsteller und Drehbuchautor, der auch unter dem Pseudonym Mig Feuser veröffentlicht. Er befasst sich in seinen Sachbüchern vornehmlich mit paranormalen Phänomenen, als Journalist arbeitet er auf den Bereichen Reise und Umwelt, in seinen fiktiven Kurzgeschichten und Fernsehspots schildert er absurde Ereignisse in Form seriöser Dokumentationen und Reportagen.

## Leben
Preisinger wuchs als Sohn eines Glastechnikers im rheinländischen Düren auf. Nach seinem Abitur 1981 am Gymnasium am Wirteltor begann er ein Studium der Sportwissenschaften an der Deutschen Sporthochschule Köln, das er 1986 mit dem Grad Diplom-Sportlehrer abschloss.
Ab 1989 arbeitete er als Leichtathletiktrainer u. a. für die SG Düren 99 und den Leichtathletik-Verband Nordrhein und studierte Geschichtswissenschaften an der Universität zu Köln und 1990 veröffentlichte er sein erstes Sachbuch Sprungwettbewerbe der Leichtathletik – Die Entwicklung Mittelalter bis 1896, bevor er 1991 als wissenschaftlicher Mitarbeiter am Institut für Sportgeschichte der Deutschen Sporthochschule Köln tätig wurde.
Anschließend war er neben seinen publizistischen Tätigkeiten für verschiedenste Zeitschriften – u. a. Tauch-Reiseartikel über Nova Scotia in Sporttaucher 6/1995 – in der Touristik tätig und lebte unter anderen längere Zeit in Nassau auf den Bahamas. Dort entstand auch sein 1997 nach der Rückkehr nach Deutschland erschienenes Buch Das Bermuda-Rätsel gelöst über das Bermudadreieck. 1997 promovierte Michael Preisinger an der Deutschen Sporthochschule Köln in den Fächern Geschichte und Soziologie.
Ab 1998 bis 2003 war Preisinger als freier Mitarbeiter, Volontär und Redakteur für die Schwäbische Zeitung tätig, in dieser Zeit erschien auch sein drittes Sachbuch AUTEC-Navy-Basis – Offizieller Kontakt zu einer anderen Welt?.
2004 begann er seine Recherchen zu seinem vierten Sachbuch, das Ende 2005 unter dem Titel Voodoo, Orisha & Co – Eine Reise zu den afrikanischen Religionen und Kulturen der Karibik erschien.
Seit 2005 arbeitet Preisinger für verschiedenste Medien, unter anderem moderierte er gemeinsam mit Aiman Abdallah eine Folge der ProSieben-Reihe Galileo Mystery zum Bermudadreieck.
2011 bis 2015 arbeitete er für den Landtag Mecklenburg-Vorpommern.
Seit 2016 lebt er in den USA und ist als freier Journalist und Berater für Psi Pro Group in Kentucky, USA tätig. Unter anderem arbeitet er mit WELT Nachrichten im TV Bereich sowie zahlreichen Printmedien zusammen.
Michael Preisinger wohnt mit seiner Ehefrau Karen Elaine Preisinger, geb. Hornback, derzeit in Adair County, Kentucky, USA, wo er unter anderem für die lokale Zeitung schreibt.

## Veröffentlichungen
- Sprungwettbewerbe der Leichtathletik. Die Entwicklung Mittelalter bis 1896. Frankfurt/Bern/New York/Paris 1990, ISBN 3-631-42958-4.
- Das Bermuda-Rätsel gelöst. Taucher finden Beweise auf den Bahamas und Florida Keys. Droemer Knaur, München 1997, ISBN 3-7844-2671-9.
- AUTEC-Navy-Basis. Offizieller Kontakt zu einer anderen Welt? Verlag UFO-Nachrichten, Obergünzburg 1999.
- Voodoo, Orisha & Co. Eine Reise zu den afrikanischen Kulturen und Religionen der Karibik. Books on Demand, Norderstedt 2005, ISBN 3-8334-3705-7.
- Voodoo, Orisha & Co. Eine Reise zu den afrikanischen Kulturen und Religionen der Karibik, 2. erw. Auflage. Psi Pro, Breeding 2022, ISBN 979-88-2620858-8.
- Voodoo, Orisha, & Co. A Voyage to the African Cultures and Religions of the Caribbean. Psi Pro, Breeding 2022, ISBN 979-88-2100644-8.
- AUTEC Navy Base - Secret Contacts to Aliens? Or Crazy Conspiracy Theories? Psi Pro, Breeding 2022, ISBN 979-88-2369416-2.
- Staying Alive With Intuition - How the Sixth Sense Helps in Everyday Life and Critical Situations. Psi Pro, Breeding 2022, ISBN 979-88-2369416-2.